# 2015 KA175
2015 KA175 est un objet transneptunien faisant partie des cubewanos.

## Caractéristiques
2015 KA175 mesure environ 190 kilomètres de diamètre.